# ジメチルアニリン-N-オキシドアルドラーゼ
ジメチルアニリン-N-オキシドアルドラーゼ(Dimethylaniline-N-oxide aldolase、EC 4.1.2.24)、以下の化学反応を触媒する酵素である。
N,N-ジメチルアニリン-N-オキシド{\displaystyle \rightleftharpoons }N-メチルアニリン + ホルムアルデヒド
従って、この酵素の基質はN,N-ジメチルアニリン-N-オキシドのみ、生成物はN-メチルアニリンとホルムアルデヒドの2つである。
この酵素はリアーゼ、特に炭素-炭素結合を切断するアルデヒドリアーゼに分類される。系統名は、N,N-ジメチルアニリン-N-オキシド ホルムアルデヒドリアーゼ (N-メチルアニリン形成)(N,N-dimethylaniline-N-oxide formaldehyde-lyase (N-methylaniline-forming))である。他に、microsomal oxidase II、microsomal N-oxide dealkylase、N,N-dimethylaniline-N-oxide formaldehyde-lyase等とも呼ばれる。